# Lars Unnerstall
Lars Unnerstall (Ibbenbüren, Alemania, 20 de julio de 1990) es un futbolista alemán que juega como portero en el F. C. Twente de la Eredivisie.

## Trayectoria

### Schalke 04

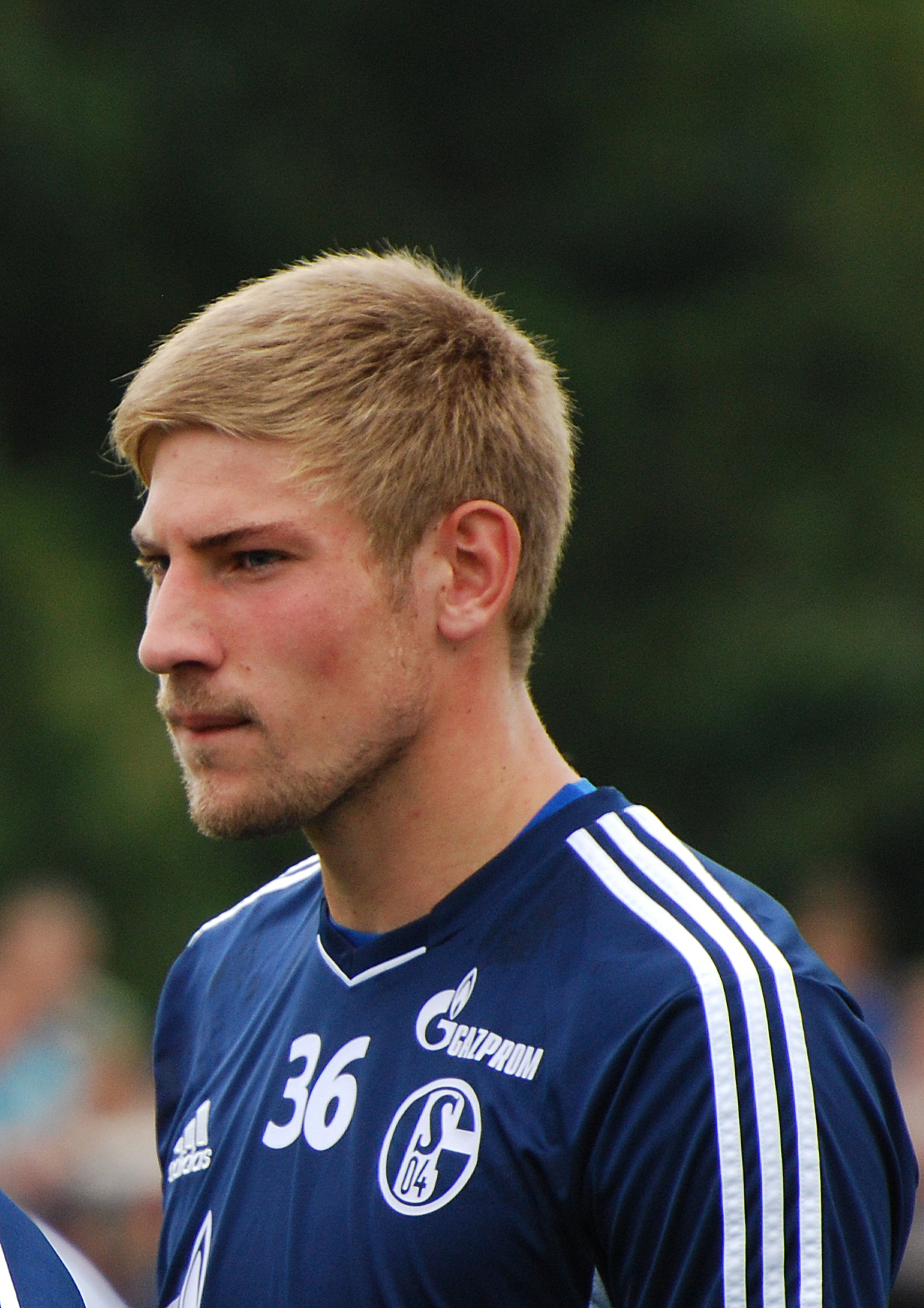
Unnerstall con Schalke 04 en 2011.

Nacido en Ibbenbüren, Renania del Norte-Westfalia, Unnerstall terminó su desarrollo en FC Schalke 04 después de unirse a la edad de 18 años. En abril de 2010, después de presentarse regularmente para el equipo B, firmó un contrato profesional hasta 2012.
Para la temporada 2011-12, el entrenador Ralf Rangnick anunció a Unnerstall como segunda opción detrás de Ralf Fährmann. Su debut profesional tuvo lugar el 31 de julio de 2011, en la victoria por 11-1 frente al FC Teningen en la primera ronda de la DFB-Pokal; en octubre, aceptó una extensión hasta junio de 2013.
El 15 de octubre de 2011, después de la expulsión de Fährmann al comienzo del juego, Unnerstall hizo su debut en la Bundesliga, en la derrota en casa por 1-2 frente al 1. FC Kaiserslautern. Después de que se reveló el primero había sufrido una lesión grave del Ligamento cruzado se convirtió en el motor de arranque, restante, como tal, incluso después de la firma del veterano Timo Hildebrand y ganar elogios del gerente Huub Stevens.
Antes de que comenzara la campaña 2012-13, Unnerstall acordó un nuevo acuerdo hasta 2015. Continuó batallando con Hildebrand por los deberes iniciales, y también fue la primera opción durante la carrera del equipo en la Liga de Campeones de la UEFA; también cometió varios errores en partidos en casa, lo que provocó críticas de los aficionados.  

### FC Aarau
El 24 de enero de 2014, Unnerstall fue cedido al FC Aarau de la Superliga de Suiza. Su primer partido tuvo lugar ocho días después, en un empate 1-1 contra FC St. Gallen; más tarde fue elegido Jugador del Mes por esta exhibición.

### Fortuna Düsseldorf

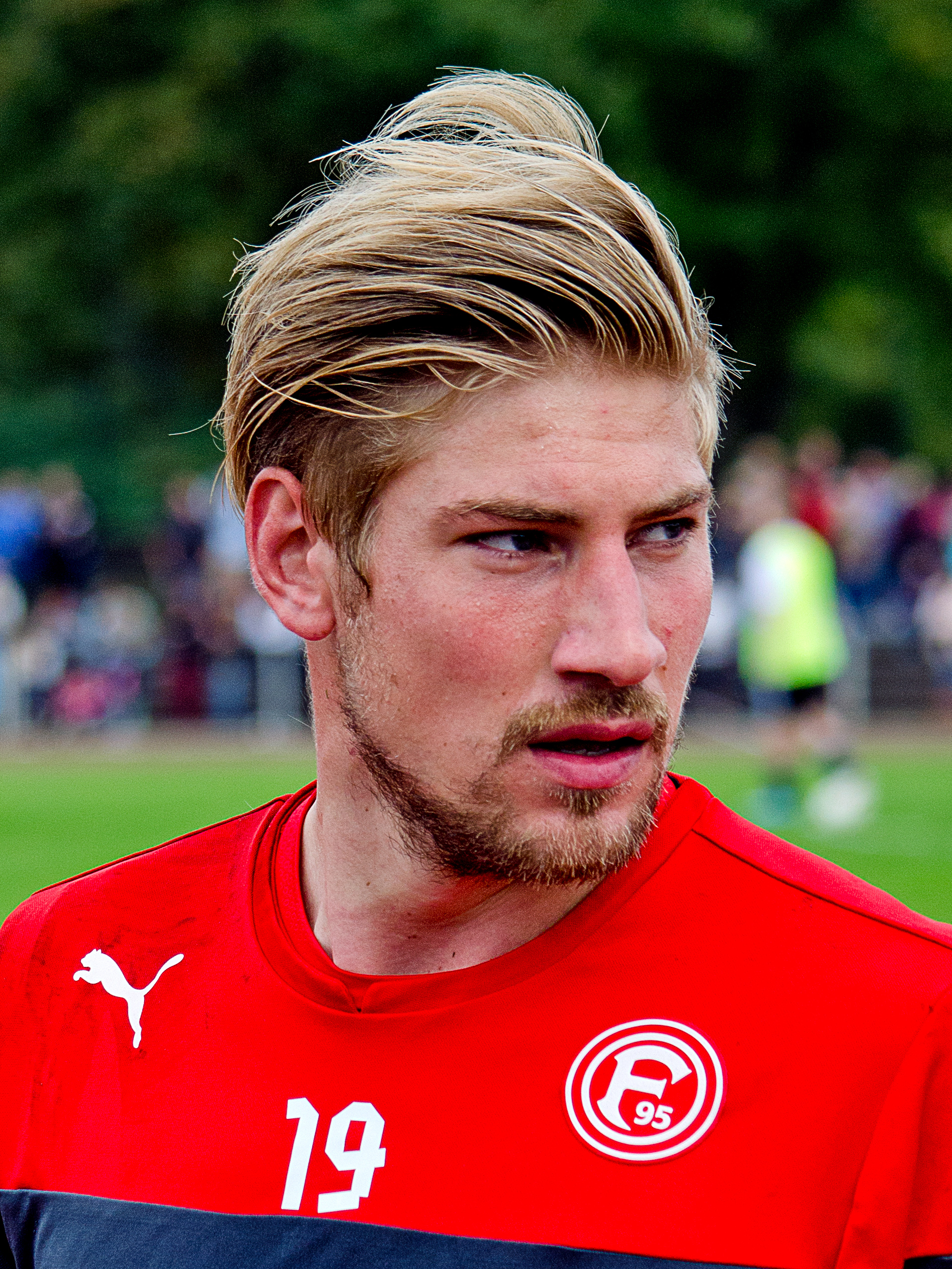
Unnerstall como jugador de Fortuna (2014)

El 21 de mayo de 2014, Unnerstall se unió a Fortuna Düsseldorf como reemplazo de Fabian Giefer, por una cifra de € 250,000. Pasó la mayor parte de su mandato como suplente de Michael Rensing, presentando raramente en la 2. Bundesliga y sumando dos apariciones en la edición de la Copa de Alemania 2015-16. Cada vez más frustrado por su falta de tiempo de juego, y ocasionalmente degradado a las reservas. Unnerstall también sufrió de neumonía a principios de 2017.

### VVV-Venlo y PSV
En junio de 2017, Unnerstall firmó con VVV-Venlo por un contrato de dos años por una cifra no divulgada. El 18 de mayo del siguiente año, firmó un contrato de tres años con el PSV, siendo cedido inmediatamente a su club anterior.

### Twente
El 2 de marzo de 2021, Unnerstall ficha por el Twente como agente libre.

## Selección nacional

### Categorías inferiores
En septiembre de 2010, Unnerstall fue convocado por el equipo Alemania sub-20, apareciendo contra Suiza y Polonia.

## Clubes
| Club                 | País         | Año       |
| -------------------- | ------------ | --------- |
| F. C. Schalke 04 II  | Alemania     | 2009-2011 |
| F. C. Schalke 04     | Alemania     | 2011-2014 |
| F. C. Aarau (cedido) | Suiza        | 2014      |
| Fortuna Düsseldorf   | Alemania     | 2014-2017 |
| VVV-Venlo            | Países Bajos | 2017-2018 |
| PSV Eindhoven        | Países Bajos | 2018-2021 |
| VVV-Venlo (cedido)   | Países Bajos | 2018-2019 |
| F. C. Twente         | Países Bajos | 2021      |

## Palmarés

### Títulos nacionales
| Título                | Club             | País     | Año     |
| --------------------- | ---------------- | -------- | ------- |
| Copa de Alemania      | F. C. Schalke 04 | Alemania | 2010-11 |
| Supercopa de Alemania | F. C. Schalke 04 | Alemania | 2011    |